# Partição de Kosovo

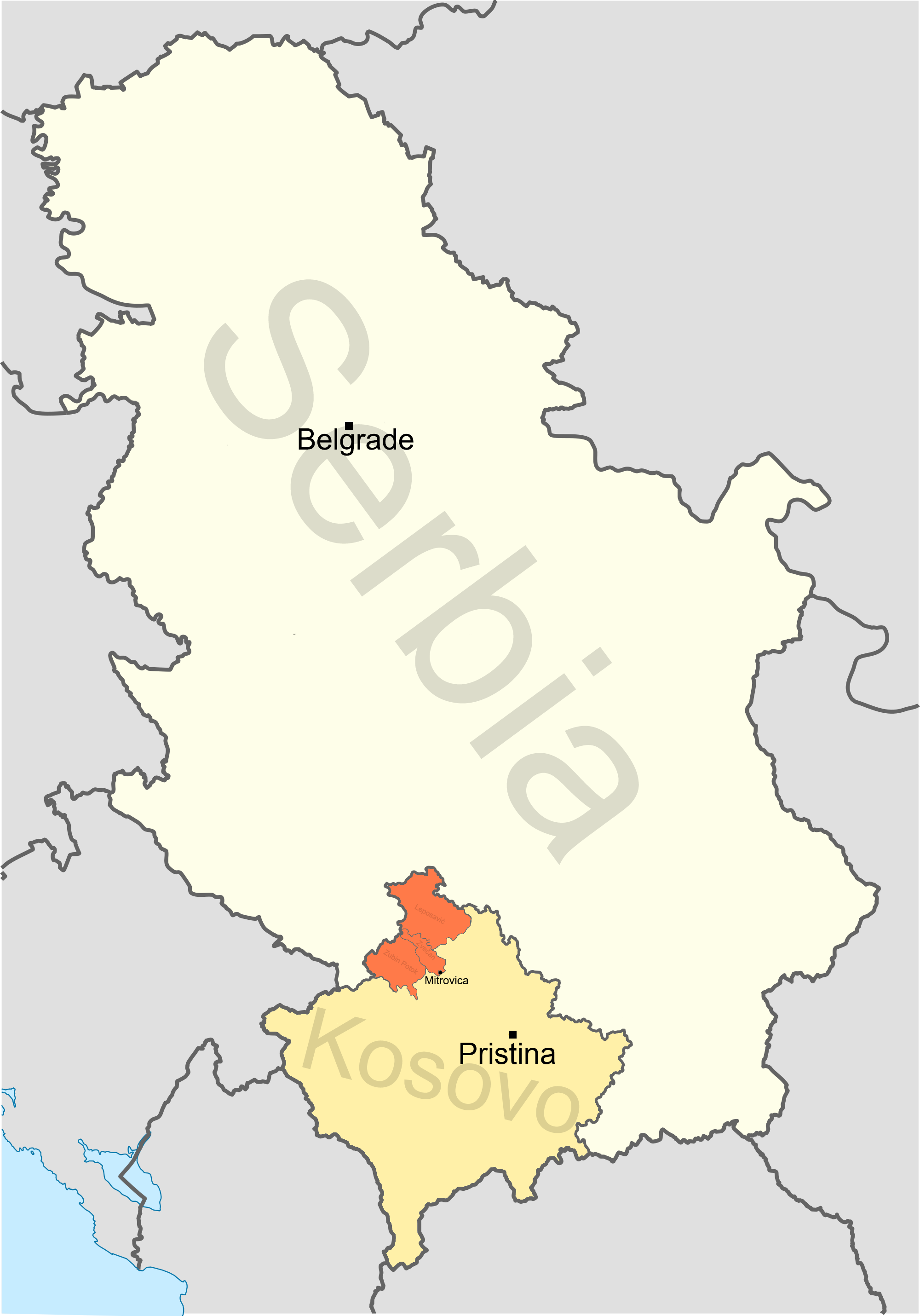
Mapa da área Norte do Kosovo, pintado em laranja, e da cidade dividida de Kosovska Mitrovica.

A Partição de Kosovo é a hipotética partição futura do território de Kosovo entre a República da Sérvia e a República do Kosovo.
. A partição foi proposta várias vezes como solução final para o processo de estatuto de Kosovo. A partição foi proposta como uma solução antes mesmo do precedente da independência de Kosovo.

## Desenho da linha de fronteira

Áreas de residência dos sérvios e albaneses no Kosovo e no Vallée de Preševo

A partição de Kosovo geralmente se refere a divisão do Kosovo do Sul sobre o Rio Ibar. O norte do rio é uma área de maioria étnica predominantemente sérvia, enquanto sul do rio é uma área predominantemente de maioria étnica albanesa. Há também vários enclaves sérvios no Kosovo ao sul do rio Ibar, que têm sido propostos para serem incluídos em uma possível partição de Kosovo. [carece de fontes?] O Kosovo do Norte é controlado pela Assembleia da Comunidade dos Municípios da Província Autônoma do Kosovo e Metohija, um governo regional leal a Belgrado; enquanto que o resto do Kosovo é administrado pelo governo da "República do Kosovo".